# Reviving Ophelia
Reviving Ophelia (en español: Reviviendo a Ofelia) (conocida a veces como: Malas compañías), es una película para televisión de 2010 dirigida por Bobby Roth y protagonizada por Jane Kaczmarek, Rebecca Williams y Nick Thurston. La película está basada en el libro escrito por Mary Pipher, Reviving Ophelia: Saving the Selves of Adolescent Girls. La trama se basa solo en el capítulo 11, “Sexo y Violencia”. Allí todo se centra en la vida de las adolescentes Elizabeth y de su prima Kelly (17 y 16 años, respectivamente) y la presión que ellas sienten de encontrarse a sí mismas bajo los parámetros de “que hacer y no hacer” ante ciertas circunstancias.

## Argumento
Elizabeth, una joven de 17 años, parece tener la vida perfecta con su nuevo novio Mark (Nick Thurston), pero la verdad es que sufre abusos por parte de su novio, aunque todos creen que son una pareja feliz. Su prima Kelly (Carleigh Beverly) lo descubre y decide revelarlo, sin embargo, nadie le cree, y todos piensan que sólo lo dice porque tiene envidia de su prima Elizabeth. Elizabeth se niega a terminar su relación con Mark, hasta que en una visita al psicólogo se da cuenta de su error al permitir que su novio la maltrate y la culpe por su comportamiento. Con apoyo de sus padres y su prima Kelly, Elizabeth decide terminar tan perversa relación, lo que tendrá consecuencias que deberá afrontar con valentía.

## Elenco
- Jane Kaczmarek es Marie.
- Rebecca Williams es Elizabeth.
- Nick Thurston es Mark.
- Carleigh Beverly es Kelly.
- Peter Outerbridge
- Kim Dickens es Le Anne.
- Joe Dinicol es Cody.
- Jordan Hudyma es Austin.
- Lola Tash es Vicky.
- Rebekah Miskin es Lainie.
- Shanice Banton es Amy.
- Deborah Grover es Directora Miller (como Deb Grover).
- Kim Roberts es Lindsay.
- Andrew Moodie es Sr. Marshall
- Jamie Johnston es Ty Benchley.
- Sarah Dodd es abogado.
- Kat Lanteigne es profesor de química.
- Michael Barbuto es servidor del proceso.
- Shane Daly es Terry Stenwyck.
- Sonya Anand es Enfermera.